# The Last Shadow Puppets
Last šadou papets (engl. The Last Shadow Puppets) britanski je bend nastao kao saradnja između Aleksa Ternera (Arctic Monkeys), Majlsa Kejna (The Rascals) i kompozitora i producenta Džejmsa Forda (Simian Mobile Disco, Simian).

## Diskografija

### Studijski albumi
- (2008)

### Singlovi
- „” (2008)
- „” (2008)
- „” (2008)

## Spoljašnje veze
- The Last Shadow Puppets